# Apache Harmony
Apache Harmony — свободная реализация платформы Java, начиная с версии J2SE 5.0. Код проекта доступен под лицензией Apache версии 2.0.

## История
Изначально проект Harmony старался объединить усилия всех разработчиков свободной платформы Java. Многие ожидали участия в проекте сообществ GNU, Apache и других. Сообщество GNU было приглашено к сотрудничеству, и некоторые разработчики откликнулись, участвуя в ранних дискуссиях. Тем не менее, позже было решено не использовать код GNU Classpath.
Главной причиной, препятствующей обмену кода между проектами GNU Classpath и Apache Harmony, являются различия в лицензиях General Public License и, соответственно, Apache License.
Эти разногласия обусловлены предпочтениями компаний в сторону более либеральной лицензии Apache, позволяющей переиспользовать код в закрытых системах.
GNU Classpath можно линковать с программами и библиотеками, не открывающими исходный код, но сам код GNU Classpath не может быть использован для получения программ с закрытым исходным кодом.
4 ноября 2011 года было объявлено о закрытии проекта и переводе его в Apache Attic, специальное хранилище для проектов, более не поддерживаемых ASF.

## Команда разработчиков
В отличие от GNU Classpath, разрабатываемой сообществом совместно, шаг за шагом, проект Apache Harmony получал код от различных компаний большими модулями. Это делало проект больше похожим на консорциум компаний, чем на сообщество разработчиков. Тем не менее, почтовая рассылка разработчиков проекта была открыта для всех желающих.

## Новости о ходе разработки
Apache Harmony имеет большую базу работающего кода, включая реализацию AWT от Intel. Реализовано меньше классов, чем у GNU Classpath (94 % против 99 % по данным на октябрь 2006). Несмотря на это, работа нескольких сложных приложений была продемонстрирована на конференции JavaONE 2006.
29 октября 2006 года Harmony утверждён как официальный проект Apache.
В декабре 2007 стала доступна новая стабильная сборка 5.0 — М4 Apache Harmony с поддержкой 64 разрядной платформы Intel64.
2 сентября 2010 года вышла стабильная сборка 6.0 M3.
В конце 2010 года IBM прекратила участвовать в проекте и направила свои силы на разработку OpenJDK.
4 ноября 2011 года объявлено о закрытии проекта и переводе его в Apache Attic.